# 나츠카와 리미
나츠카와 리미(일본어: 夏川 りみ, なつかわ りみ 1973년 10월 9일 ~ )는 오키나와현 이시가키시 출신의 일본 가수이다. 본명은 타마키 리미(玉木りみ)이며, 이전에는 카네쿠(兼久)라는 성(姓)이었다. 또, 이전에는 호시 미사토(星美里)란 예명을 사용했었다. 소속 사무소는 빅터 엔터테인먼트이다.

## 약력
유년기부터 부친을 따라 각지방에서 열리는〈노래자랑대회〉에 출연해 많은 상을 탔으며, 이때 주로 민요를 불렀다고 한다. 중학생 무렵 상경하여 다나베 에이전씨에 소속되어 활동했으며, 호리코시 고등학교에 진학했다. 학창시절에는 SMAP의 멤버인 이나가키 고로와 같은 반이였다고 한다. PONY CANYON 소속으로 엔카 가수 호시 미사토로 데뷔해 싱글 CD 3장을 냈다. 그다지 인기를 끌지 못해 은퇴해 오키나와 현 나하시로 이사한다.
언니의 음식점 일을 돕거나 라디오의 진행 보조를 하면서 생활한다. 하지만, PONY CANYON 시절의 지인으로부터 연락을 받아 도쿄로 상경해 다시 데뷔하였다. 이후, 몇몇 곡이 히트를 하고, 특히〈涙そうそう〉의 히트에 힘입어 일약 유명인이 되었다. 또, 오키나와 현 출신을 것을 인식해 오키나와 관련 콘스트에 출연과 잡지 칼럼에 오르는 일이 잦았다. 자신 스스로도 오키나와 민속악기를 연주해 노래를 부르기도 했다.